# ザムトゲマインデ・ツェーフェン
ザムトゲマインデ・ツェーフェン (ドイツ語: Samtgemeinde Zeven) は、ドイツ連邦共和国ニーダーザクセン州ローテンブルク（ヴュンメ）郡に属すザムトゲマインデ（集合自治体）である。このザムトゲマインデでは4町村が行政業務を共同で処理している。

## 構成市町村
- エルスドルフ
- ギフム
- ヘースリンゲン
- ツェーフェン（市）

## 行政

### 議会
このザムトゲマインデの議会は 34議席からなる。

## 引用
1. ↑  Landesamt für Statistik Niedersachsen, LSN-Online Regionaldatenbank, Tabelle A100001G: Fortschreibung des Bevölkerungsstandes, Stand 31. Dezember 2023